# Neuontobotrys
Neuontobotrys é um género botânico pertencente à família Brassicaceae.